# نهر روحة
نهر روحة ويُسمي أيضًا لوحة أو لوا أو روا هو نهر يقع في الجنوب الغربي لدولة رواندا ويعتبر الرافد الأيسر لنهر روزيزي، ويلتقي مع نهر روزيزي ويكوّنا سويًا الحدود الدولية بين دولة رواندا و جمهورية الكونغو الديمقراطية لمسافة 2 كيلومتر حتى يلتقي نهر روبيرو مع نهر روزيزي.
ويشكل نهر روحة الحدود بين المناطق الغربية بين دولتي رواندا و بوروندي.